# Yanaka (arrondissement de Taitô)

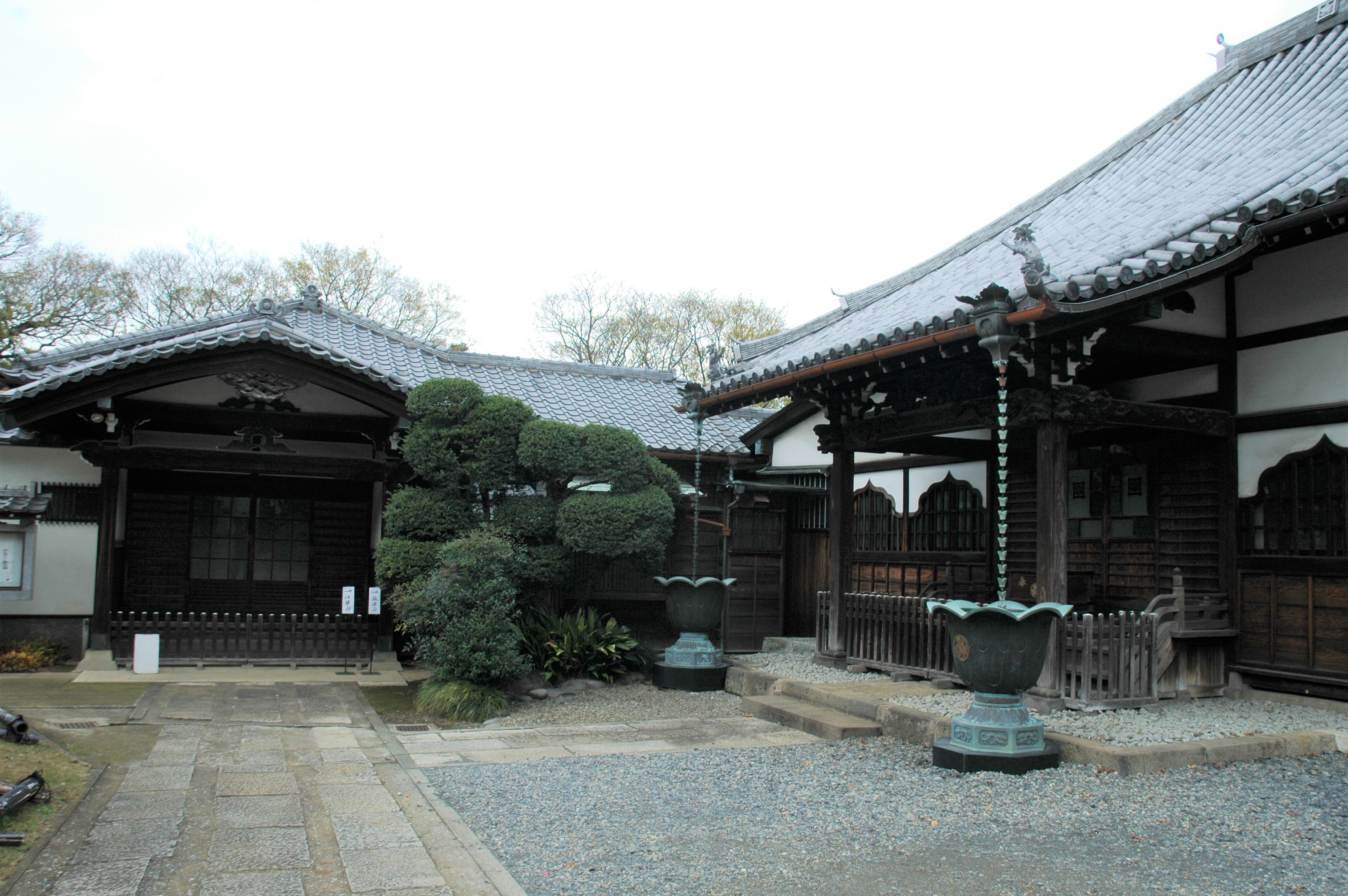
Un temple à Yanaka

 (mai 2017).
Si vous disposez d'ouvrages ou d'articles de référence ou si vous connaissez des sites web de qualité traitant du thème abordé ici, merci de compléter l'article en donnant les références utiles à sa vérifiabilité et en les liant à la section « Notes et références ».
Yanaka (谷中) est un quartier de l'arrondissement de Taitō à Tokyo. 

## Résumé
Du fait du grand nombre de sanctuaires bouddhistes qui s'y trouvent, Yanaka est un "quartier de temples" (寺町), qui, s'il a subi des destructions lors de la bataille d'Ueno en 1868, a relativement été épargné par le grand tremblement de terre de Kanto et la seconde Guerre Mondiale. C'est donc un des rares quartiers de Tokyo préservé composé d'un entrelacs de petites ruelles typique de l'ancien Tokyo où l'on peut voir un certain nombre de bâtiments anciens.
Yanaka est devenu un quartier touristique de même que les quartiers limitrophes de Nezu et Sendagi. Ces trois quartiers sont souvent regroupés dans les guides touristiques sous le nom Yanesen (formé par les premières syllabes des trois quartiers).

## Géographie
Situé dans le nord-ouest de l'arrondissement de Taitō, Yanaka est enserré entre les arrondissements de Bunkyō au sud et Arakawa au nord.

## Histoire
À l'époque d'Edo, le village de Yanaka était rattaché au comté de Toshima; province de Musashi.
- À l'origine, c'était une zone agricole boisée et vallonnée.
- Au cours de la période d'Edo, à la suite de la construction du temple Kan-Eiji à Ueno, de nombreux temples rattachés au Kan'ei-ji sont établis à Yanaka. Effet de la politique du shogunat pendant l'ère Keian (1648-1651), un certain nombre de temples du quartier de Kanda sont déplacés à Yanaka, auxquels s'ajoutent certains temples détruits par l'incendie de meireki (1657) également relocalisés dans le quartier. L'afflux des fidèles qui viennent visiter les temples de Yanaka entraîne le développement du quartier. Le commerce se développe et Yanaka devient un lieu de divertissement pour le petit peuple d'Edo.
- Pendant  l'ère Genroku (1688-1704) la partie nord du village (zone de plaine agricole connue pour sa production de gingembre correspondant aux actuels quartiers de Higashi-Nippori et Nishi-Nippori) est séparée de la partie haute, quartier des temples. Administrativement parlant, la partie nord  devient le village Yanaka-Honmura et la partie sud village de Yanaka qui est ensuite réorganisé en quartiers : quartier de Yanaka et quartier de Yanaka Sansaki-chô
- En 1868 de nombreux temples sont détruits lors de la bataille d'Ueno entre les forces impériales et les troupes du Shōgitai. Entre 1869 et 1872,  sont établis les quartiers Yanaka-Shimizu-chô,  Yanaka-Sakamachi, Yanaka-Hatsune-chô, Yanaka-Chayamachi, Yanaka-Mashima, Yanaka-Kami-Sansaki-Minamichô, Yanaka-Kami-Sansaki-Kitachô. Le 2 novembre 1878 (an 11 de l'ère Meiji) ces quartiers sont rattachés avec Ueno à l'arrondissement de Shitaya. À ce stade, le village de Yanaka-Honmura existe encore en dehors de Tokyo. À l'occasion de la ville de Tokyo, le 1er mai 1889 (an 22 de Meiji)le village de Yanaka est intégré à l'arrondissement de Shitaya. En 1891, le village de Yanaka est transformé en quartier, le quartier Yanaka-Tennôji (d'après le temple Tennôji) est également créé.
- En 1947 (an 22 de l'ère Shôwa) à l'occasion de l'organisation en 23 arrondissementｓ, l'arrondissement de Shitaya fusionne avec l'arrondissement d'Asakusa pour former l'arrondissement de Taitô..En 1966, avec la loi sur le système d'adressage, les divers quartiers historiques de Yanaka sont réorganisés en Yanaka 1 à 7 chôme, Yanaka-Shimizu étant rattaché à Ikenohata tandis que la partie sud de Yanaka-Tennôji est incorporé à Ueno-Sakuragi.

### L'origine du toponyme Yanaka
Yanaka (谷中) que l'on peut traduire par "dans la vallée" désignerait originellement une cuvette située entre les plateaux de Hongô et d'Ueno.

## Institutions
établissements scolaires
- école primaire de Yanaka

cimetière
- cimetière de Yanaka

## Culture et tourisme
Manifestations culturelles, festivals
- Fête du chrysanthème　（谷中菊祭り）　organisée chaque année en octobre dans l'enceinte du temple Daienji (大円寺);
- Festival artistique et artisanal Geikōten (芸工展) organisé chaque année pendant une quinzaine de jours en octobre

lieux réputés・sites historiques

- musée de sculpture Asakura Chôsôkan
- musée de l'horloge Daimyô Tokei Hakubutsukan (大名時計博物館)
- auberge Sawanoya
- temple Tennôji
- escalier Yûyake-dandan et rue commerçante Yanaka-Ginza
- SCAI the Bath house (galerie installée dans un ancien établissement de bains publics)
- Space Oguraya (galerie installée dans l'entrepôt d'un ancien prêteur sur gage.

## transports
transport ferroviaire
 
- gare de Nippori desservie par les lignes JR Yamanote, Jôban et Keihin-Tôhoku, lignes Keisei  Honsen et Keisei Skyliner, ligne Toei Toneri Liner.
- gare de Nishi-Nippori desservie par les lignes JR Yamanote et Keihin-Tôhoku, ligne ToeiToneri Liner et ligne de métro Chiyoda

transport routier
- Tokyo route 319,  (avenue Kototoi-dôri)
- Tokyo route 452,
- Tokyo route 457, (avenue Dôkan-yama-dôri)

## Liste d'images

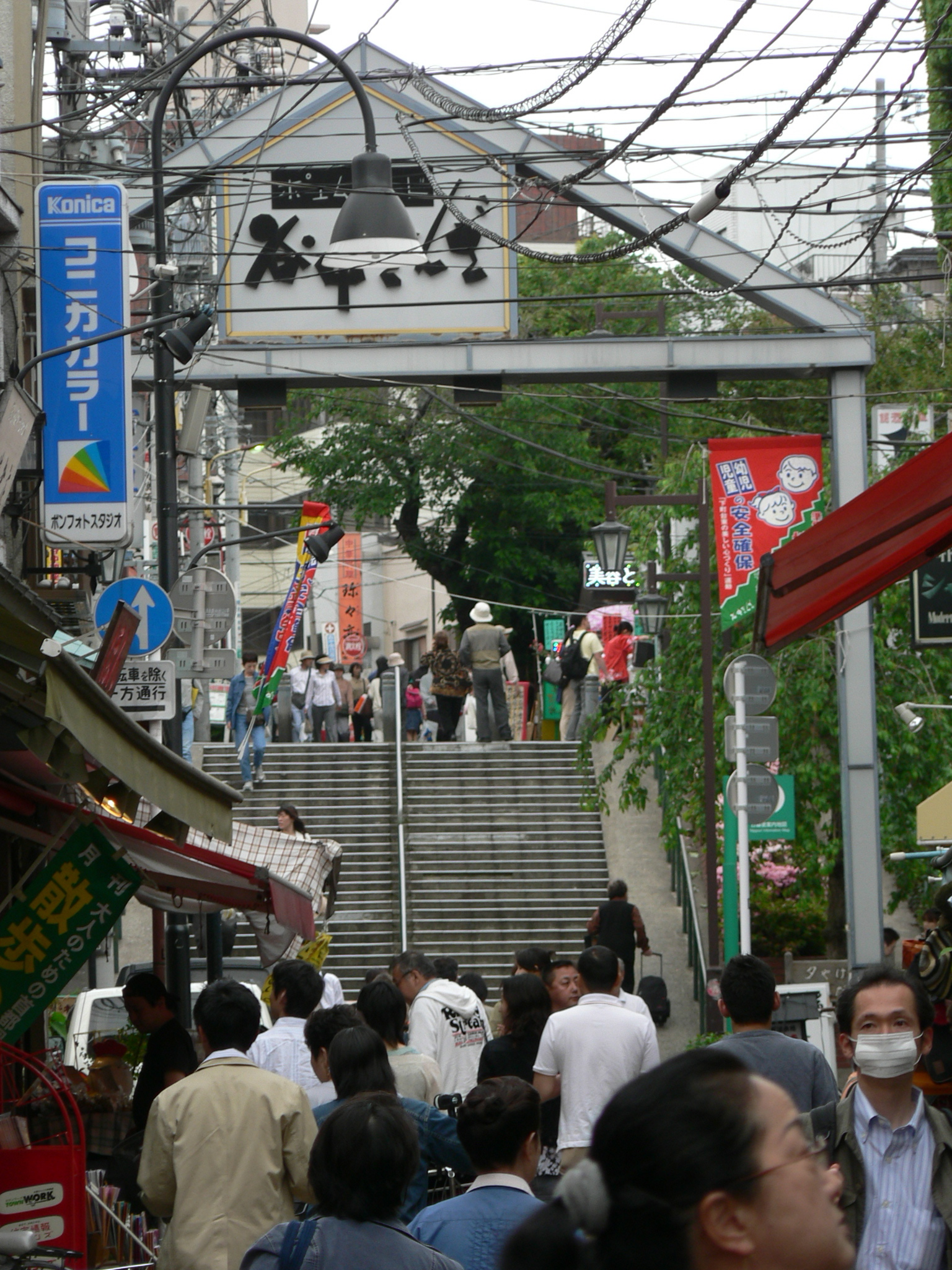
谷中の住民の台所・谷中銀座商店街
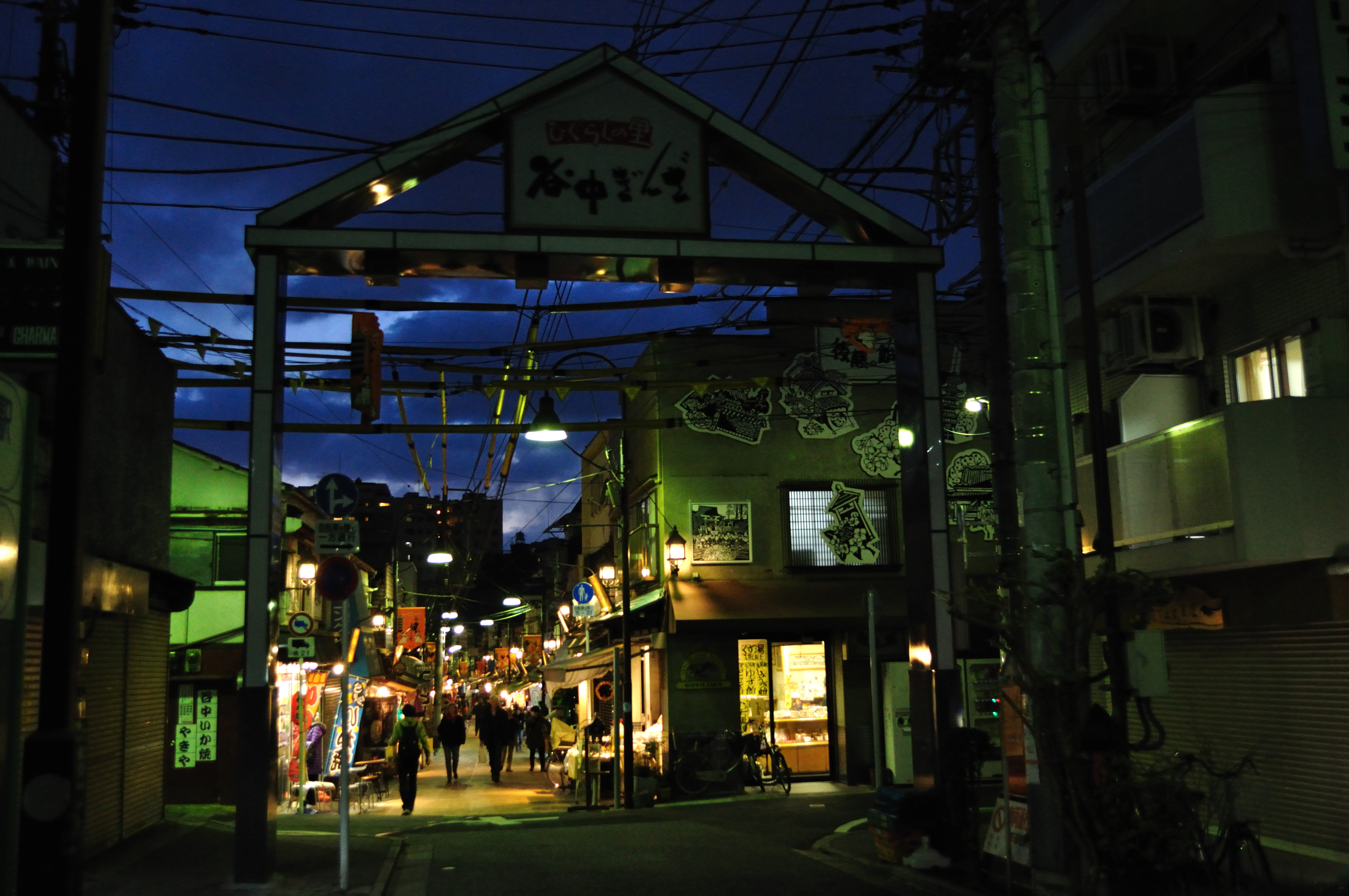
夕暮れの谷中銀座商店街入口
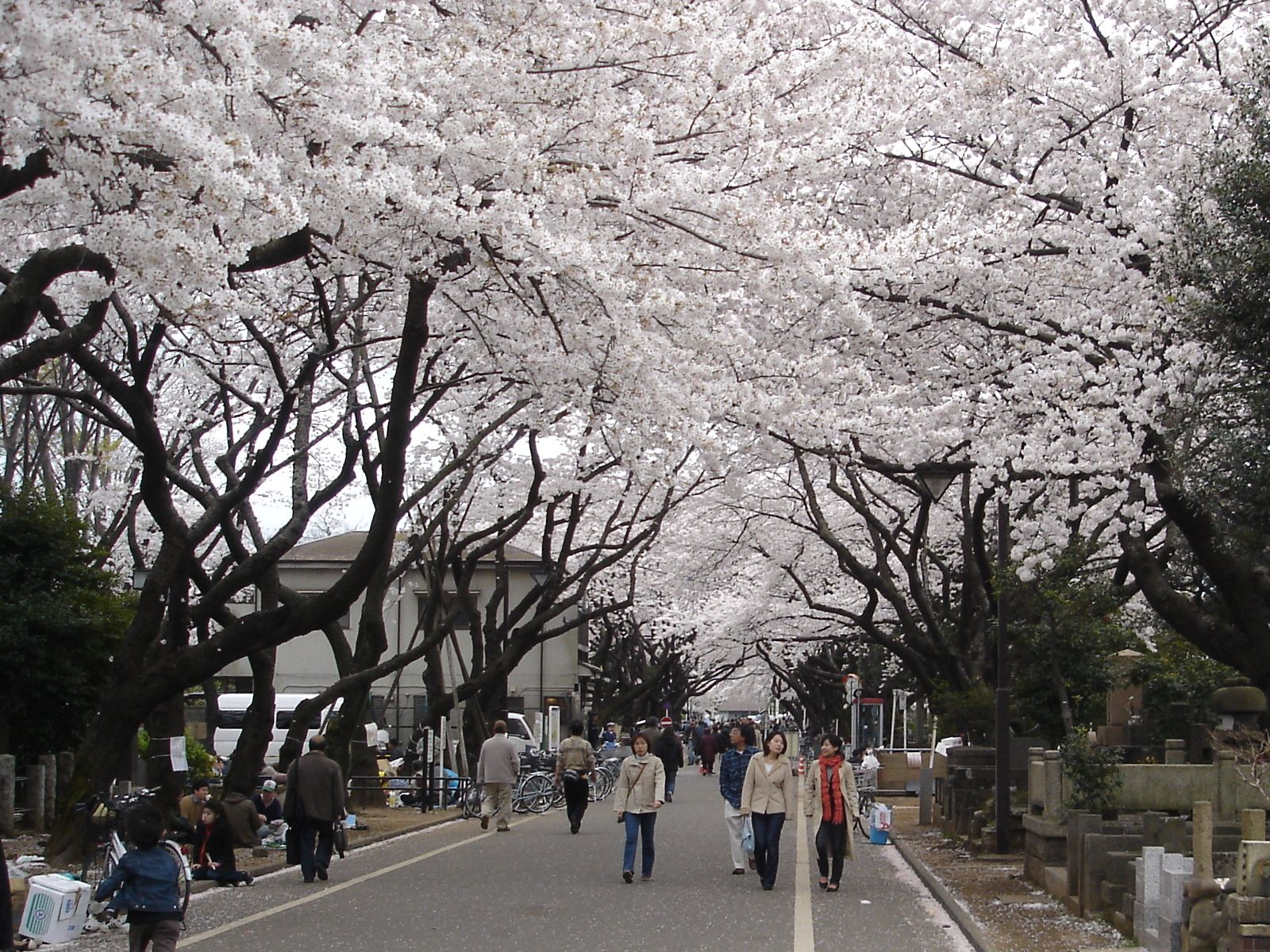
谷中霊園
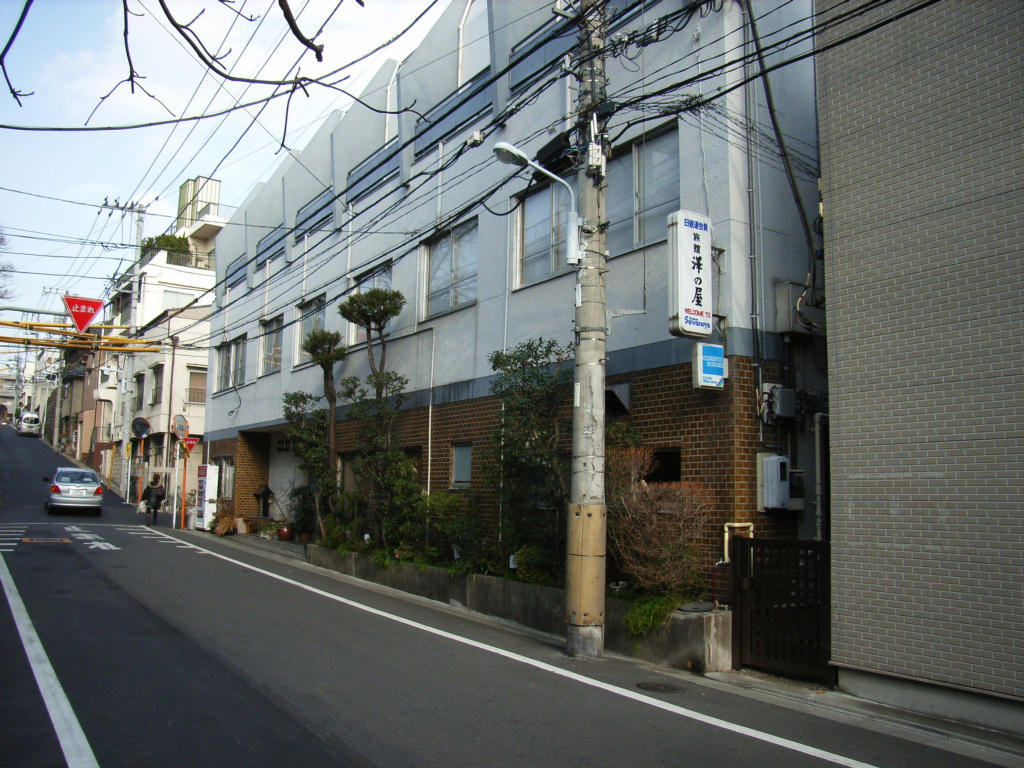
澤の屋旅館
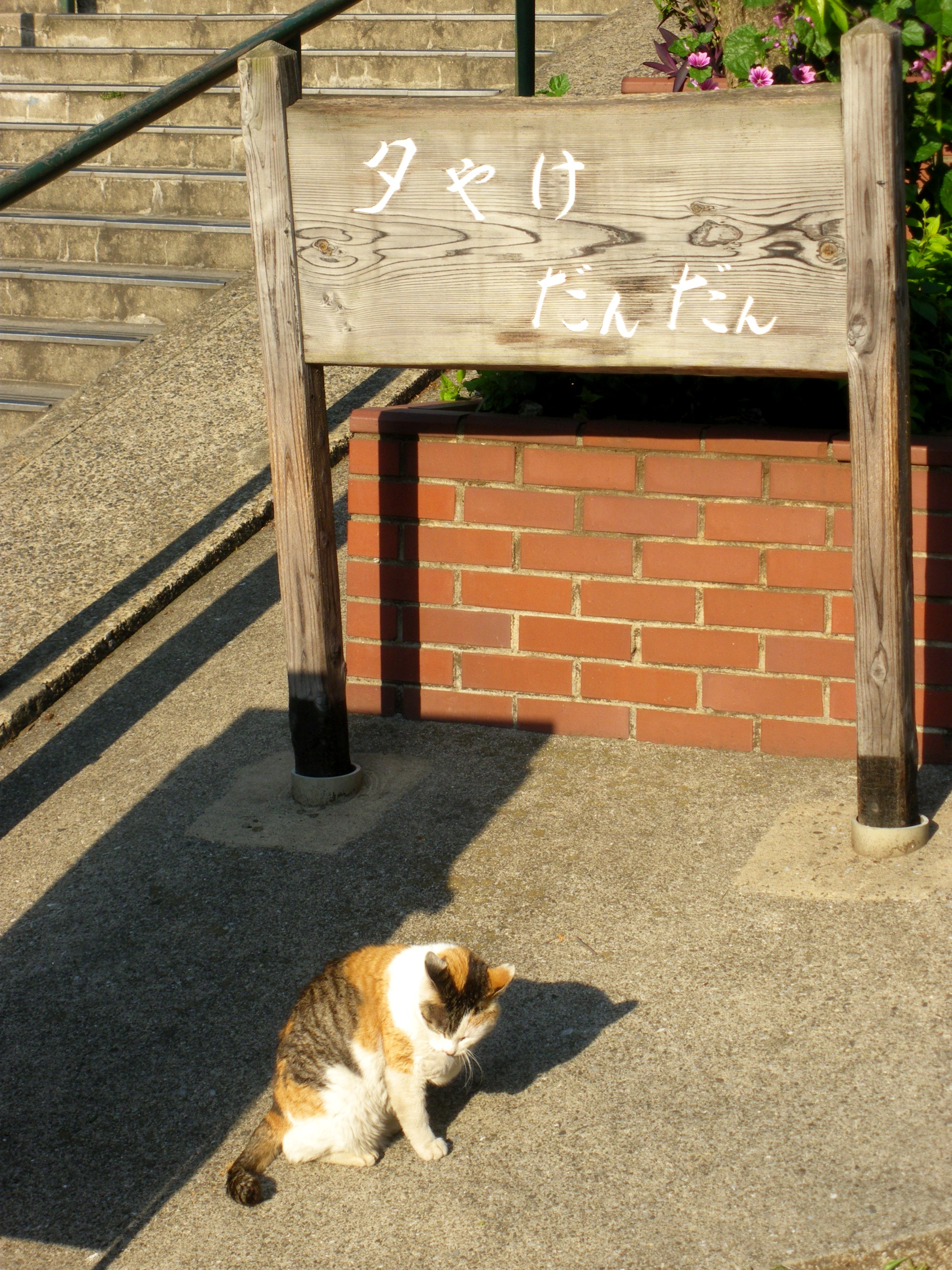
夕やけだんだん
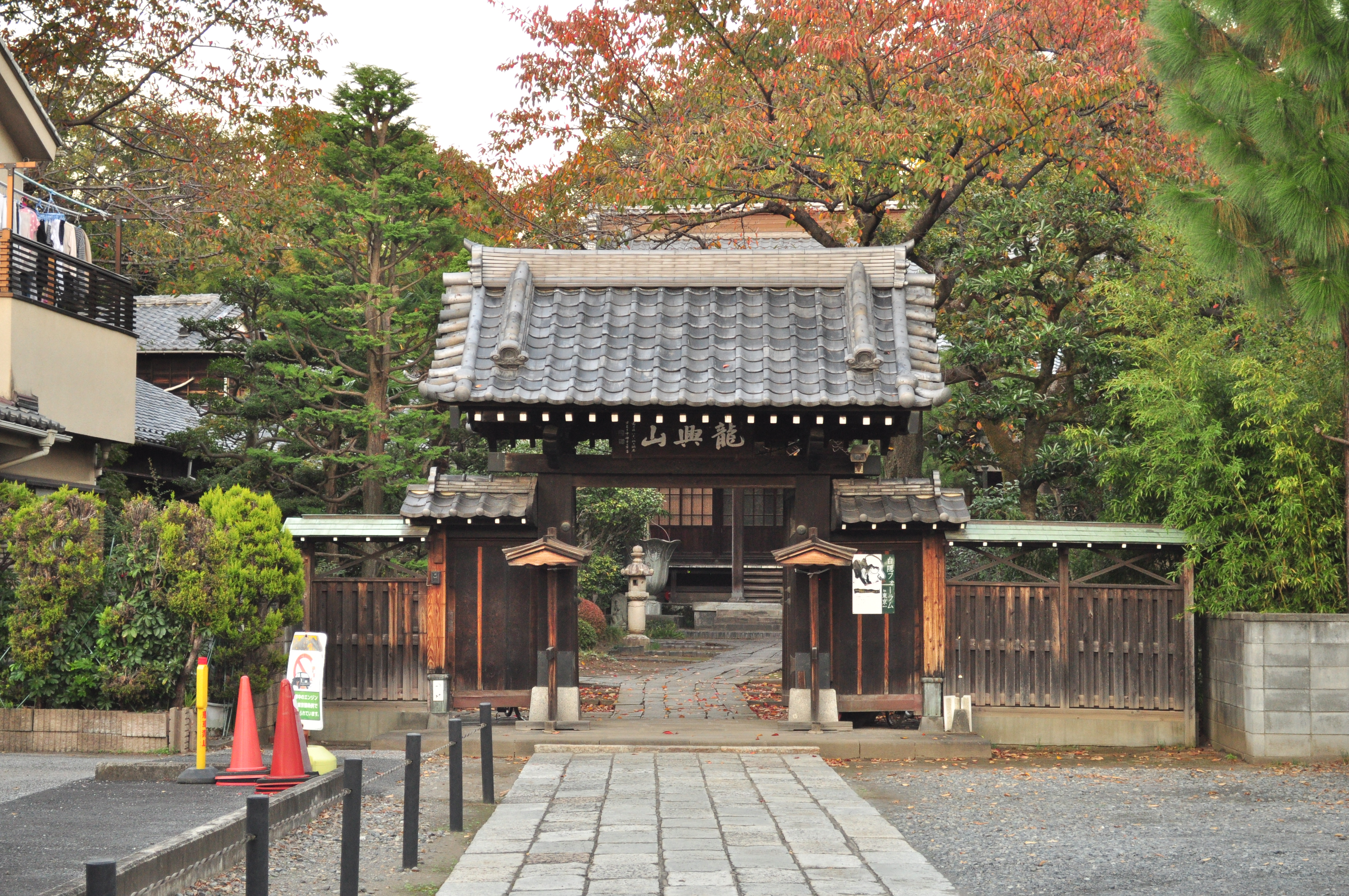
臨江寺
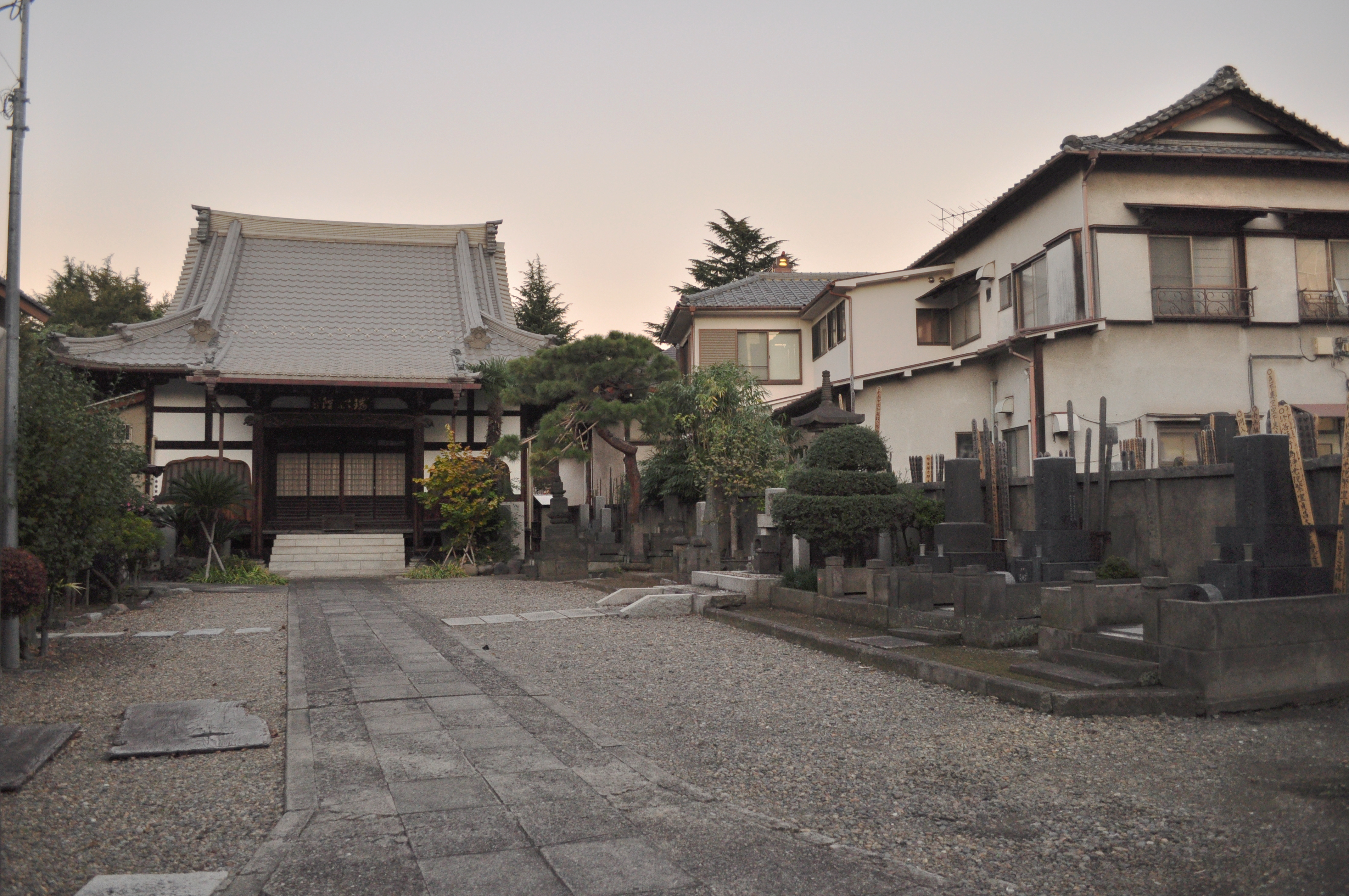
瑞松院
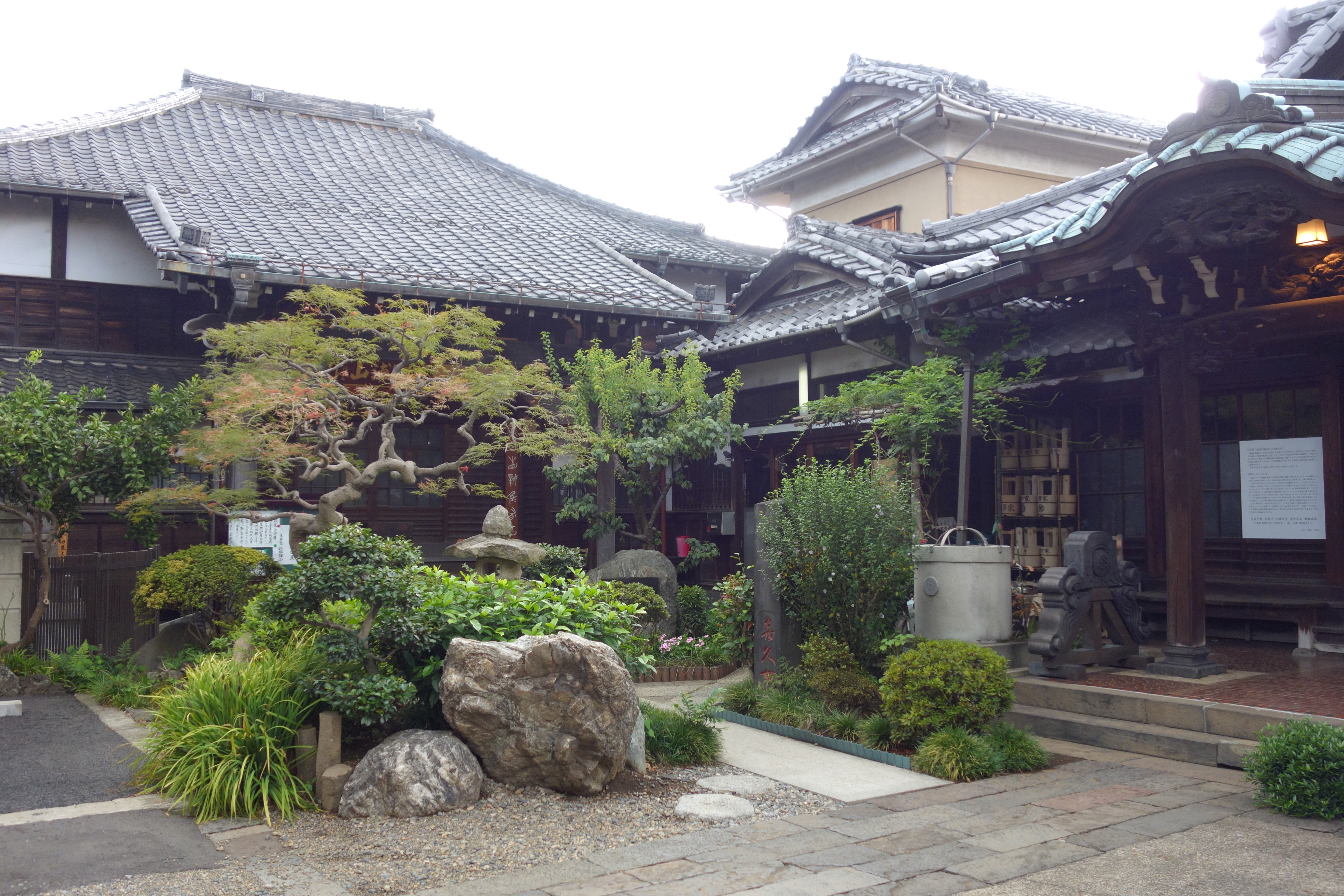
延寿寺
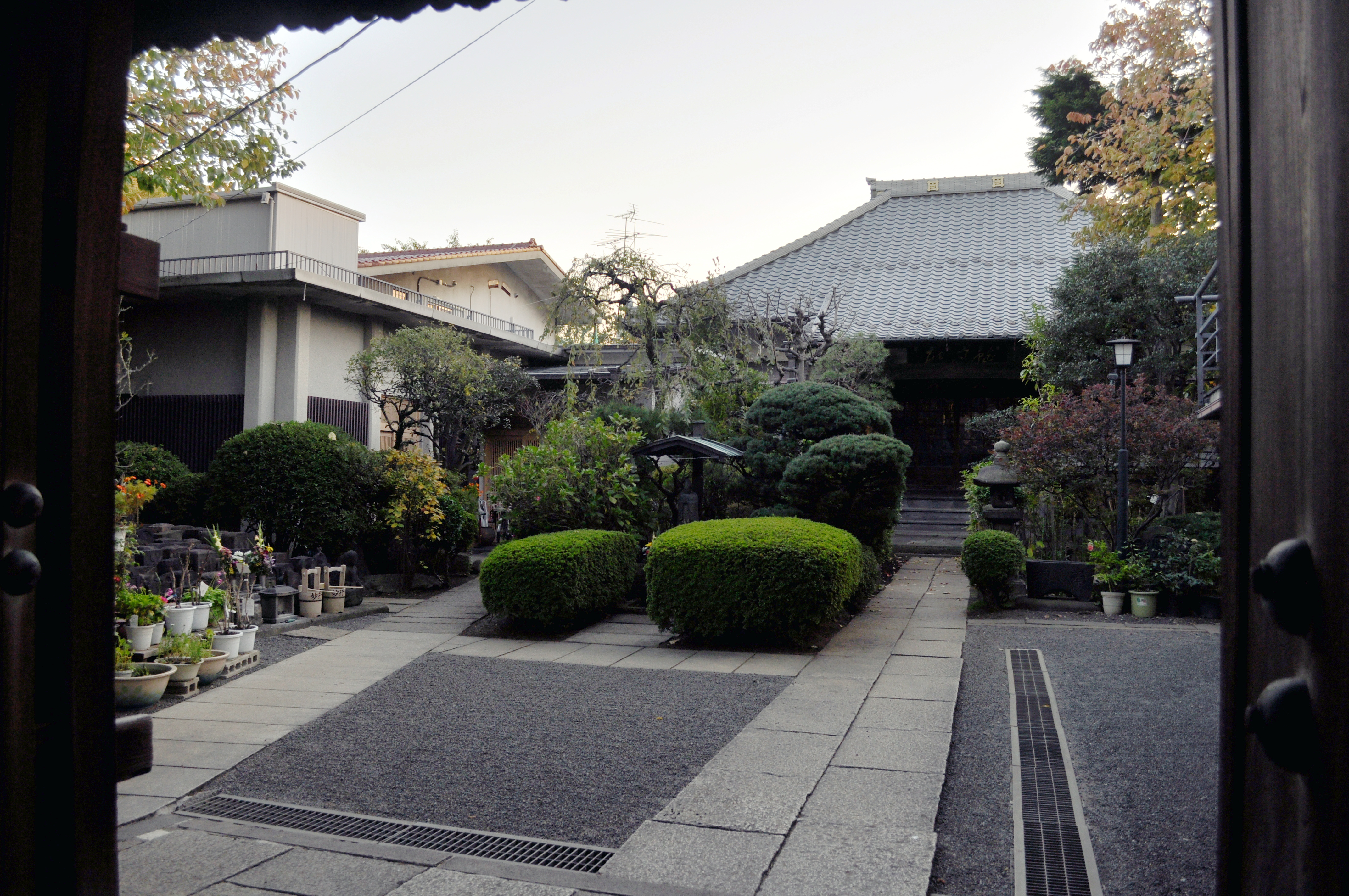
妙行寺
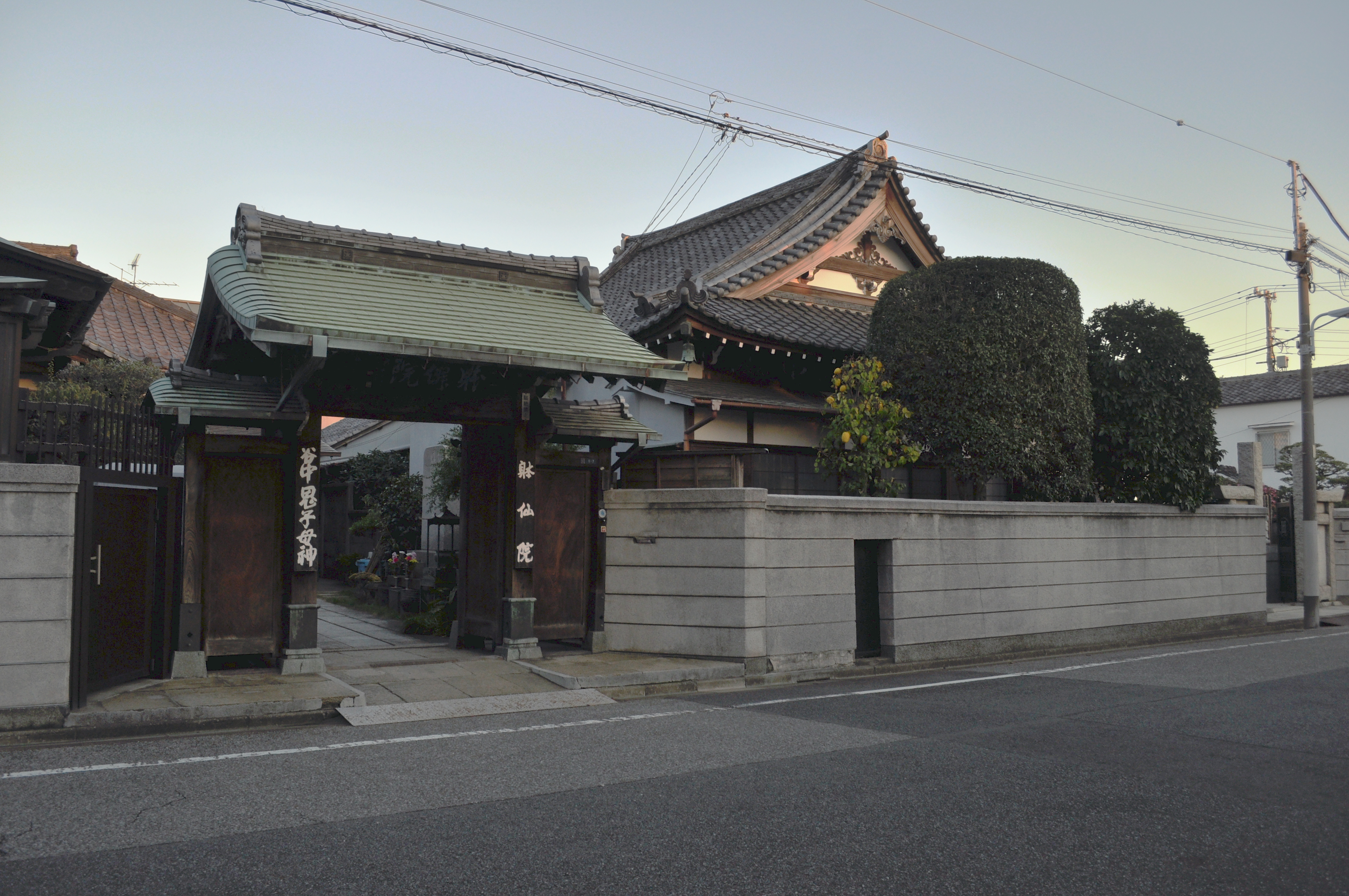
躰仙院
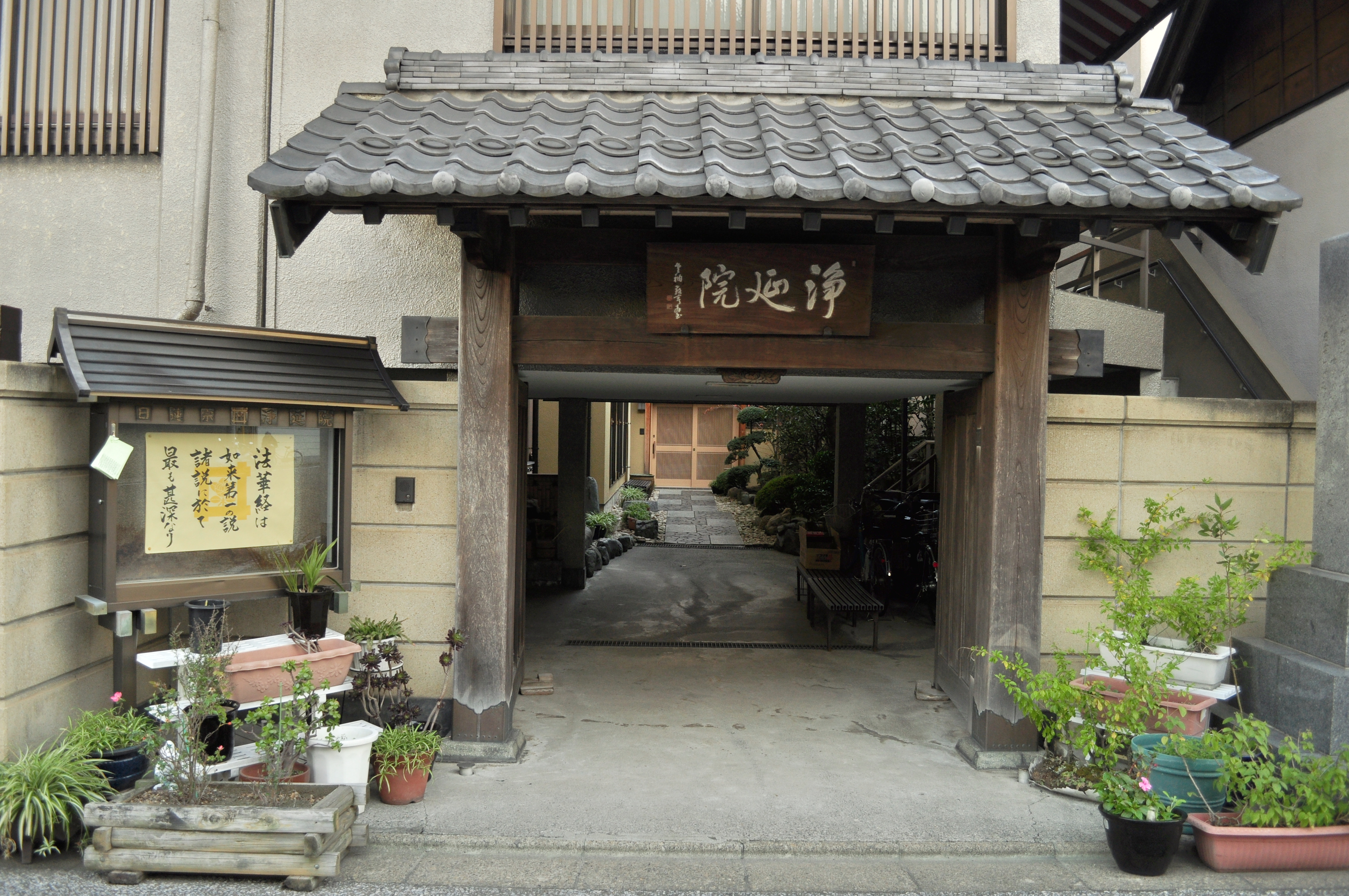
浄延院
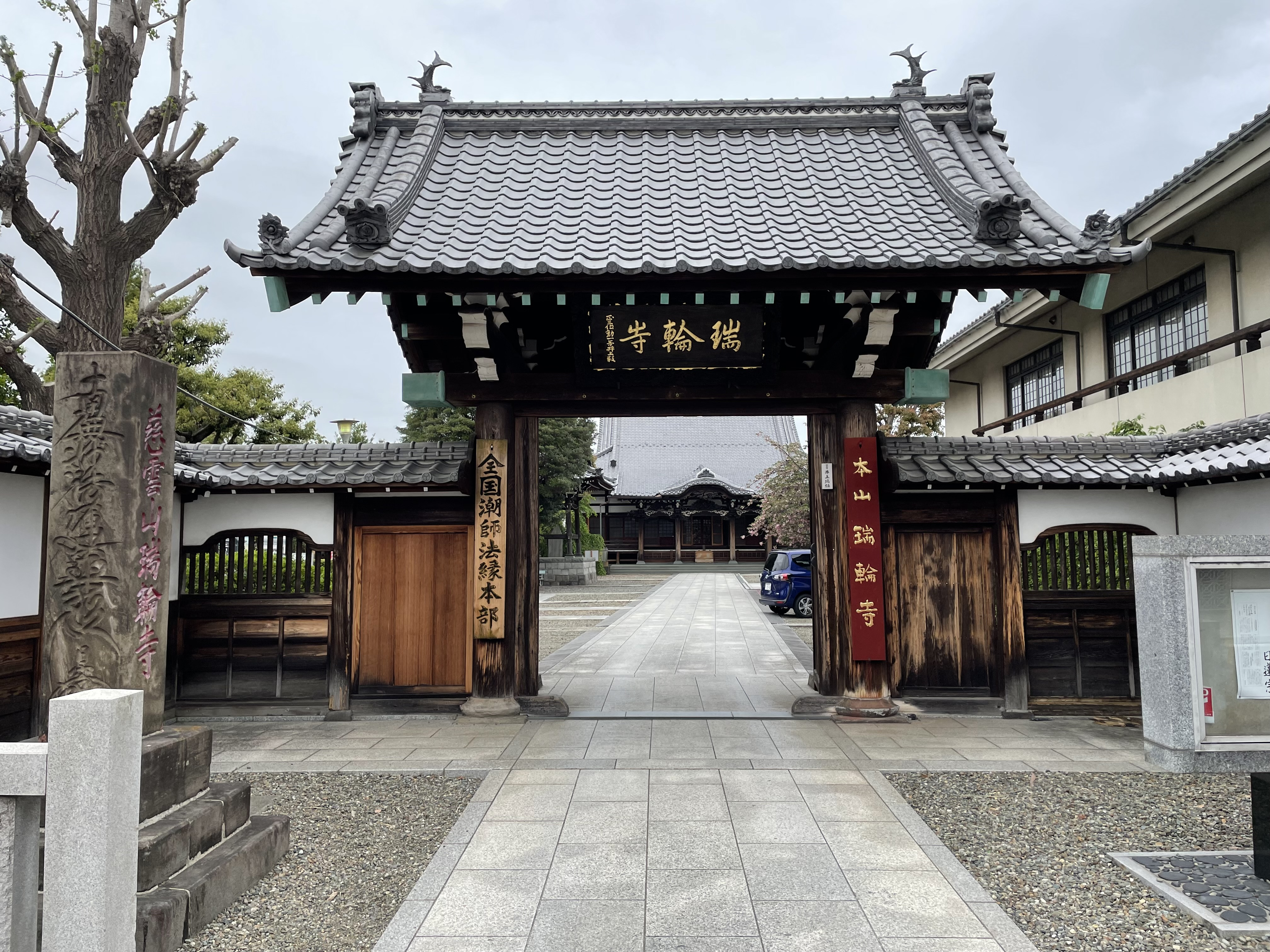
瑞輪寺
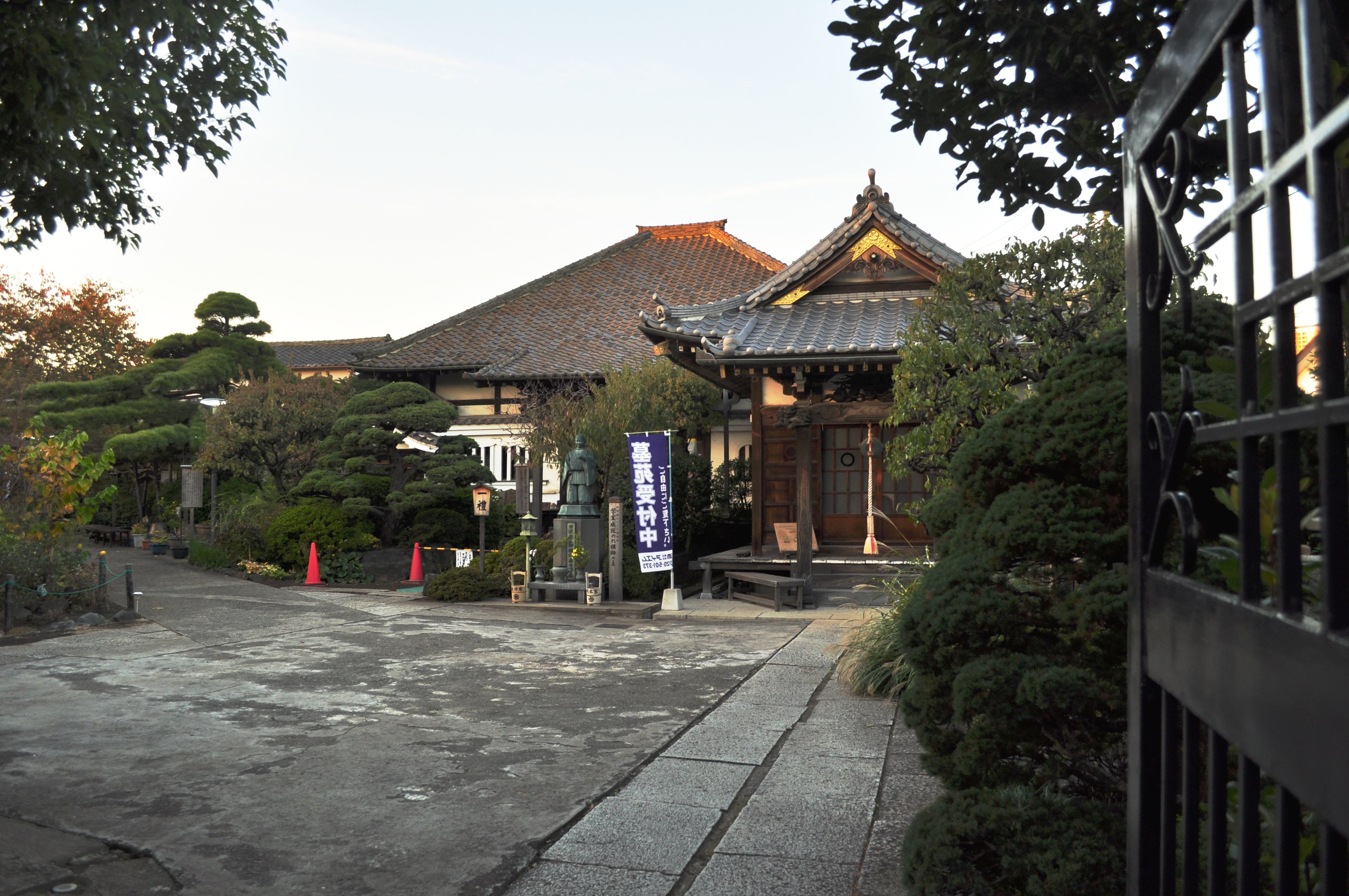
蓮華寺
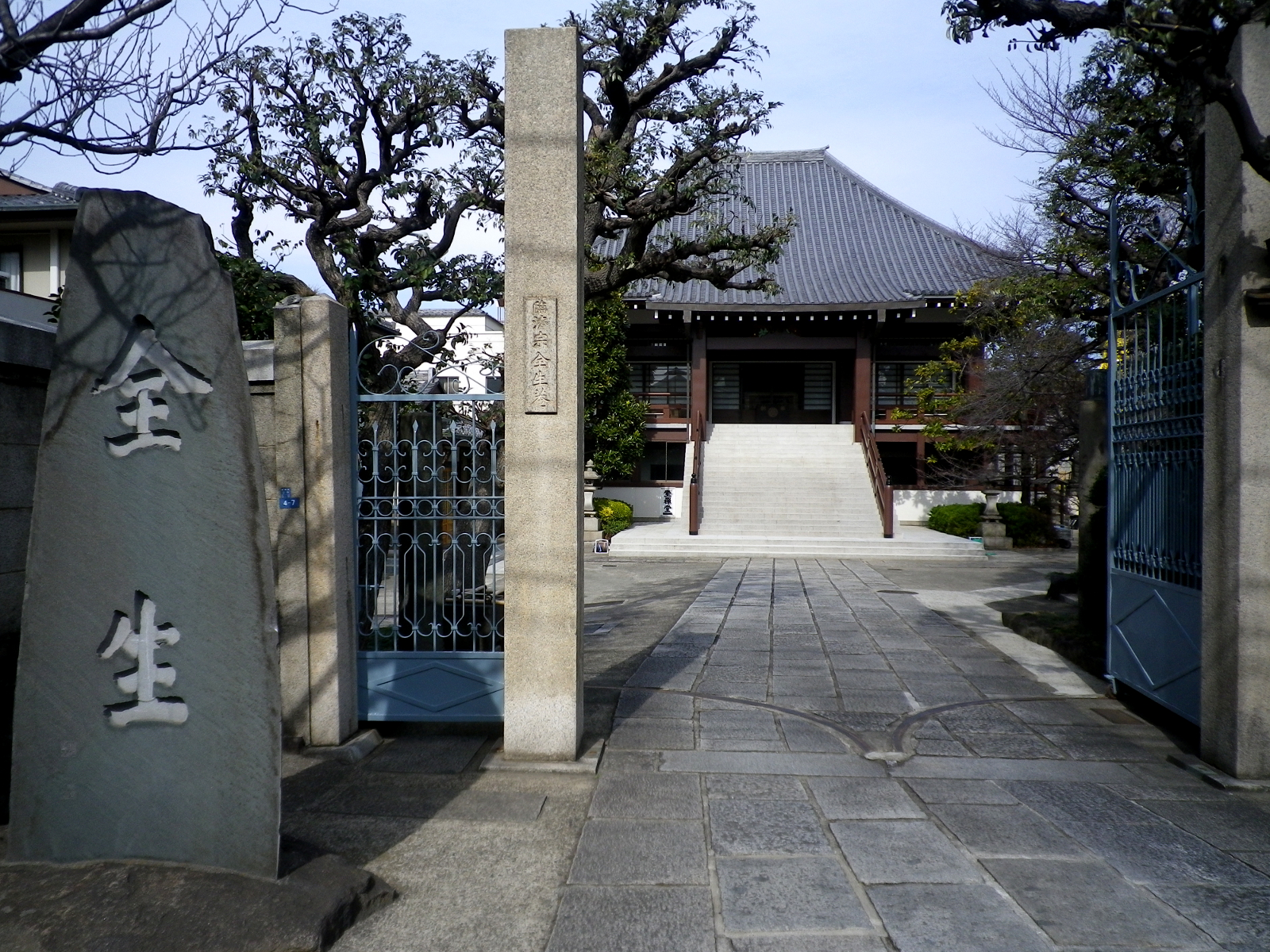
全生庵
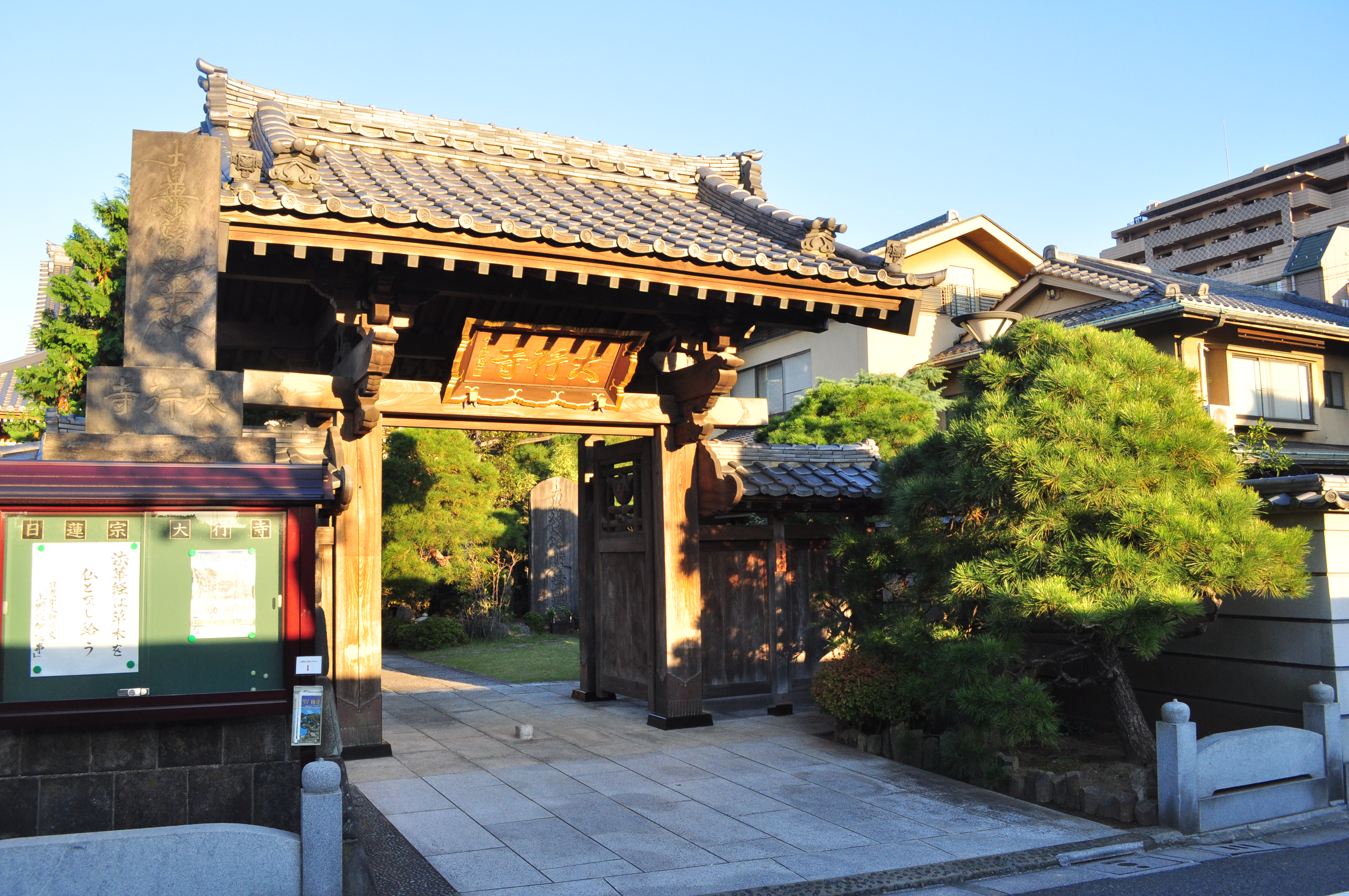
大行寺
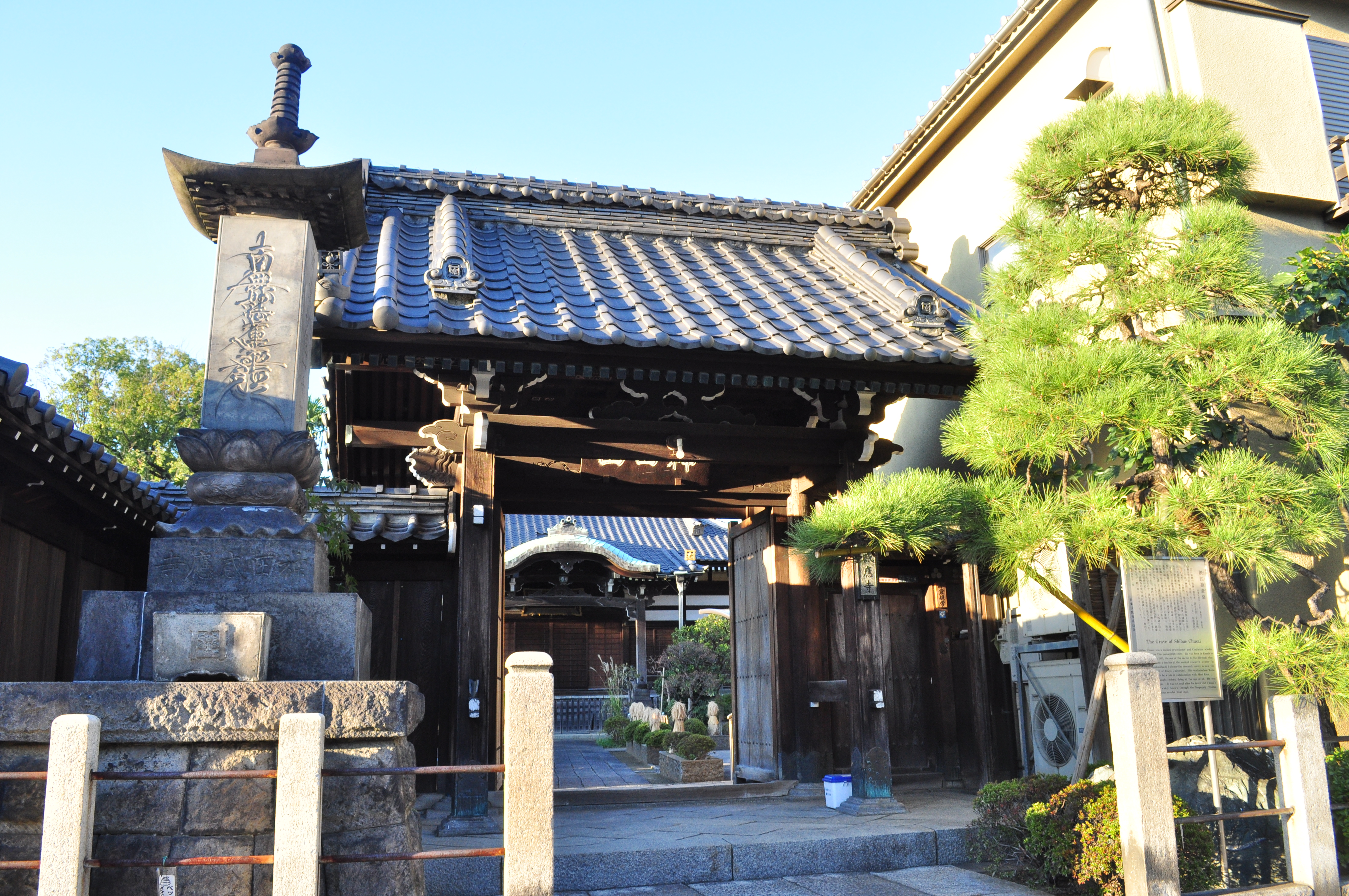
感応寺
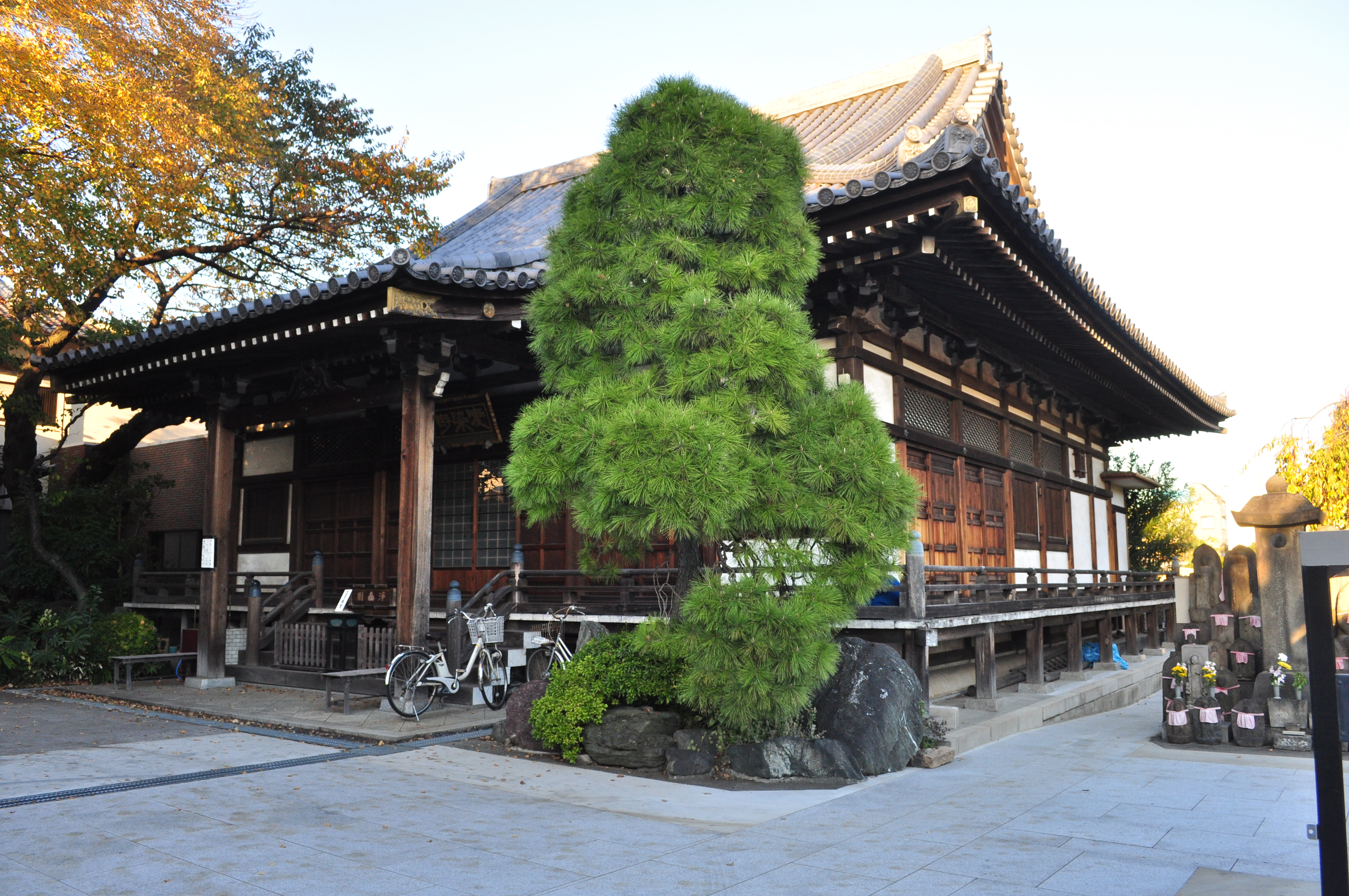
自性院
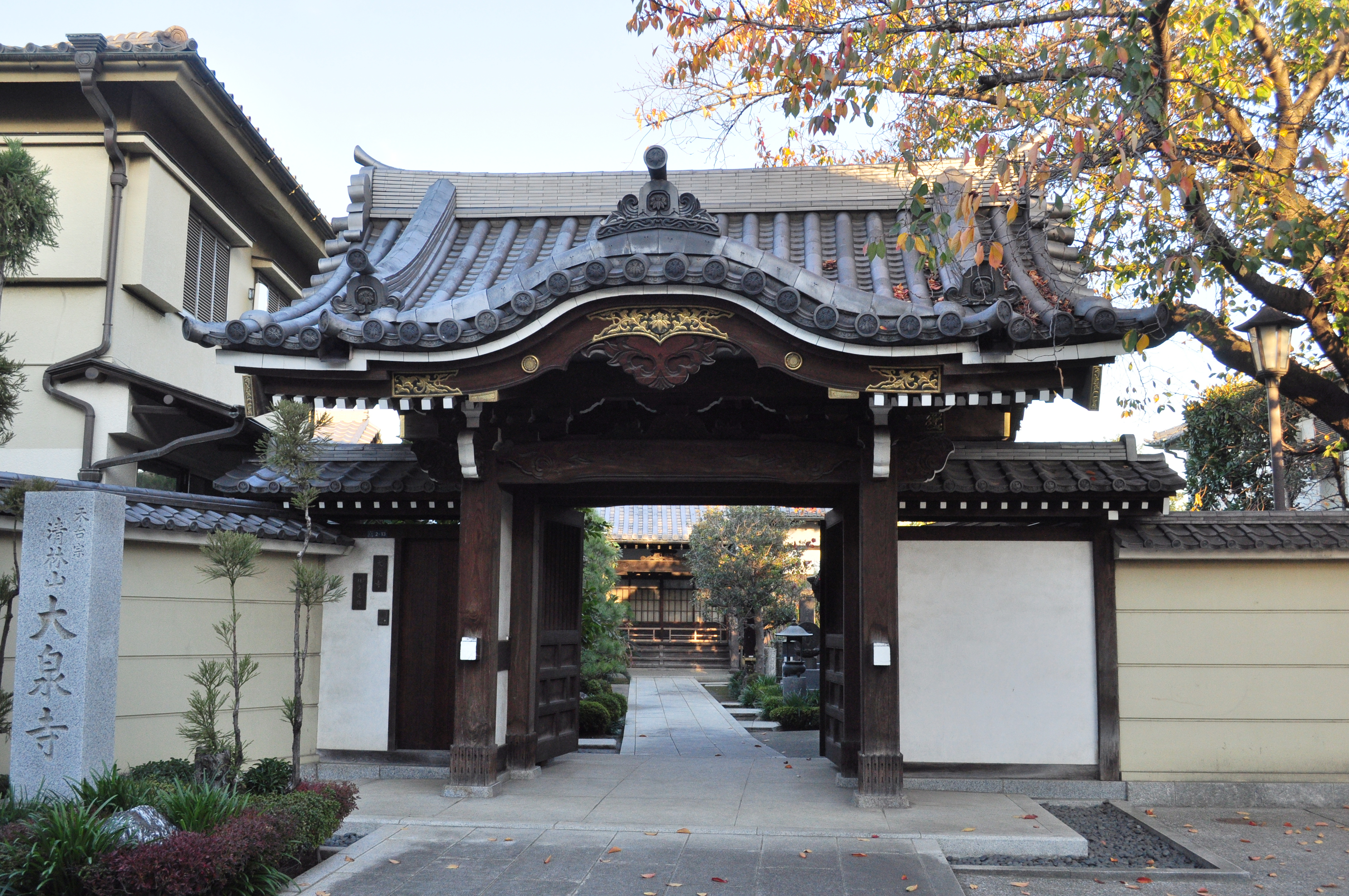
大泉寺
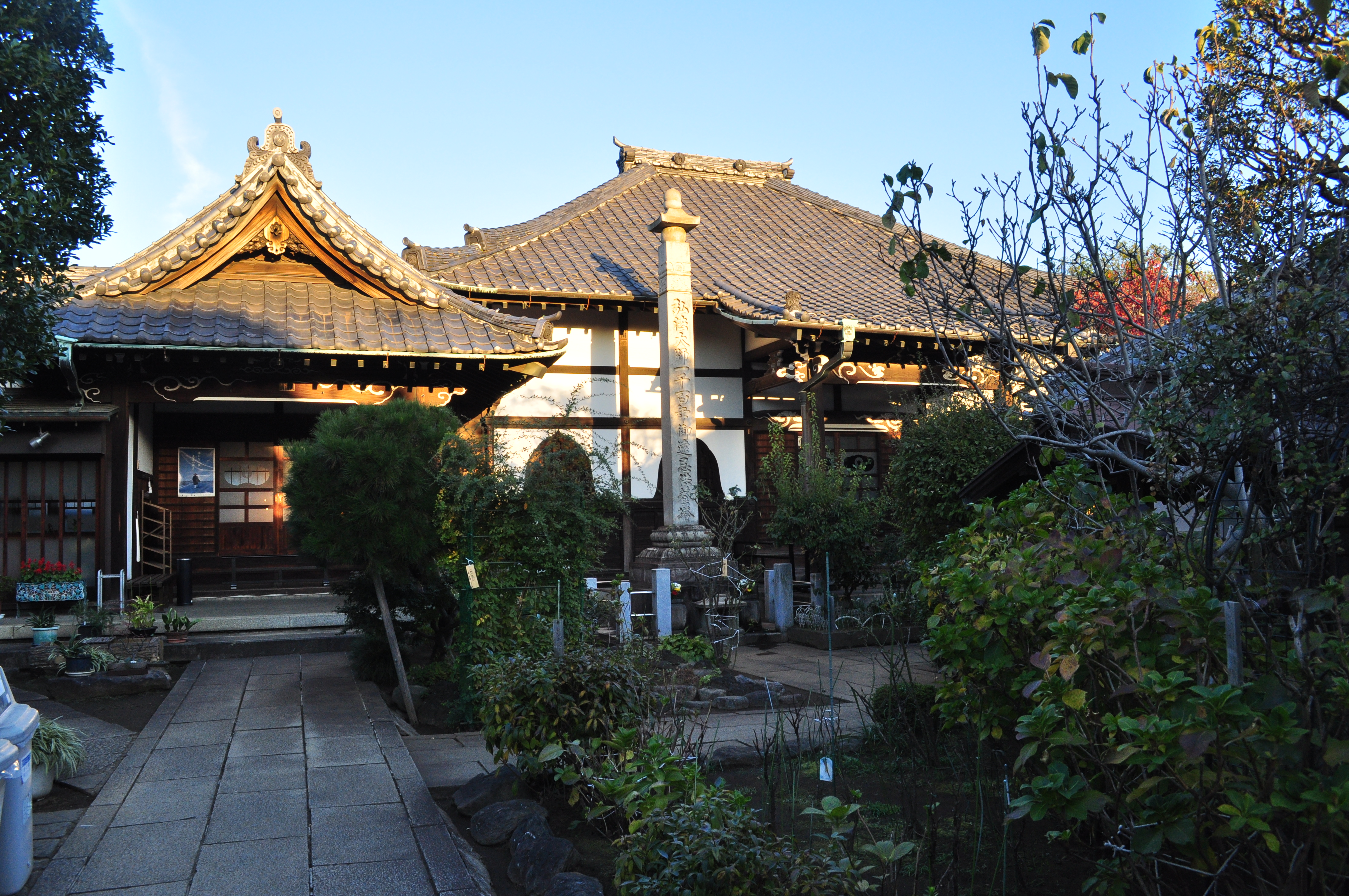
長久院
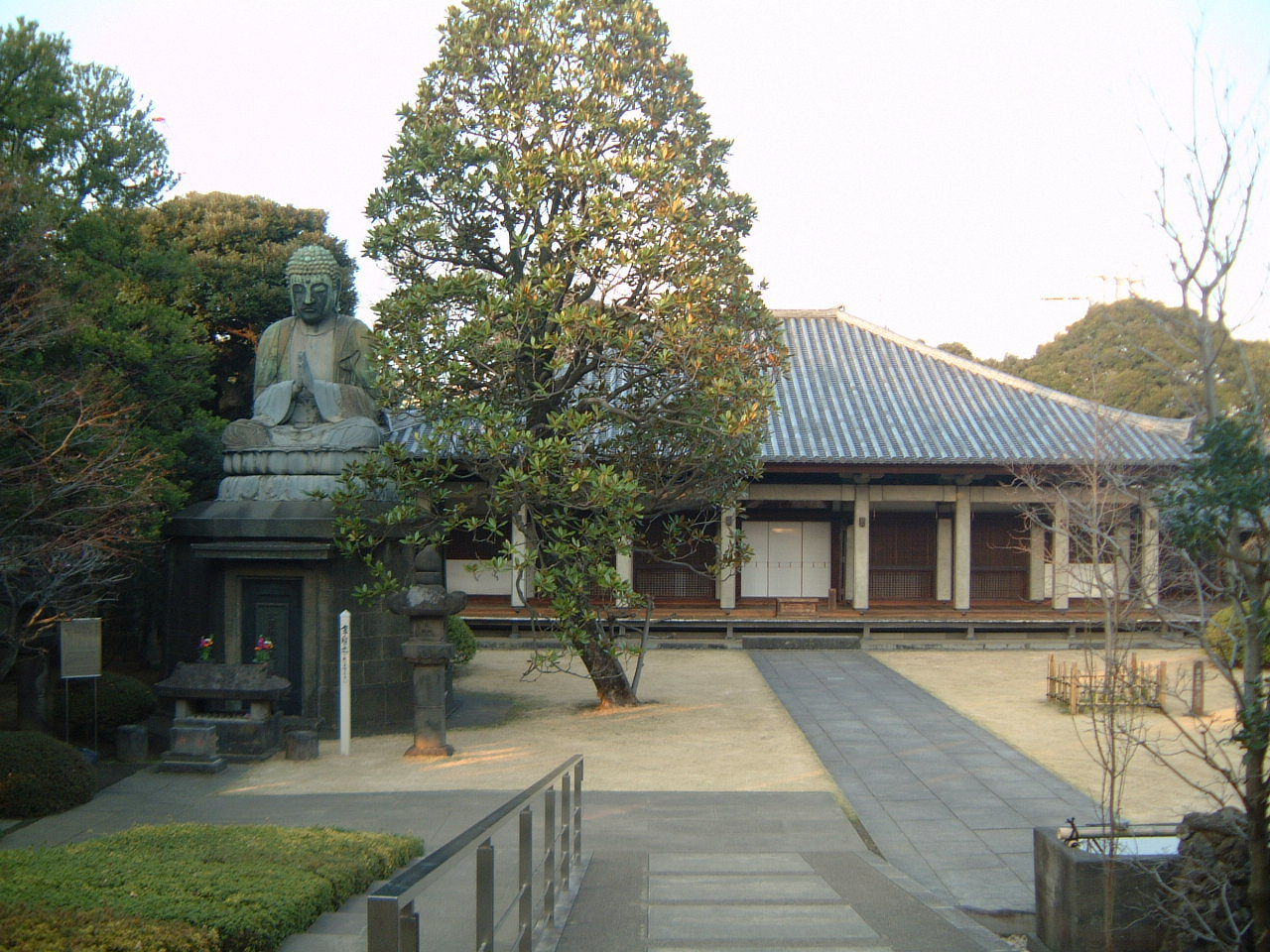
天王寺
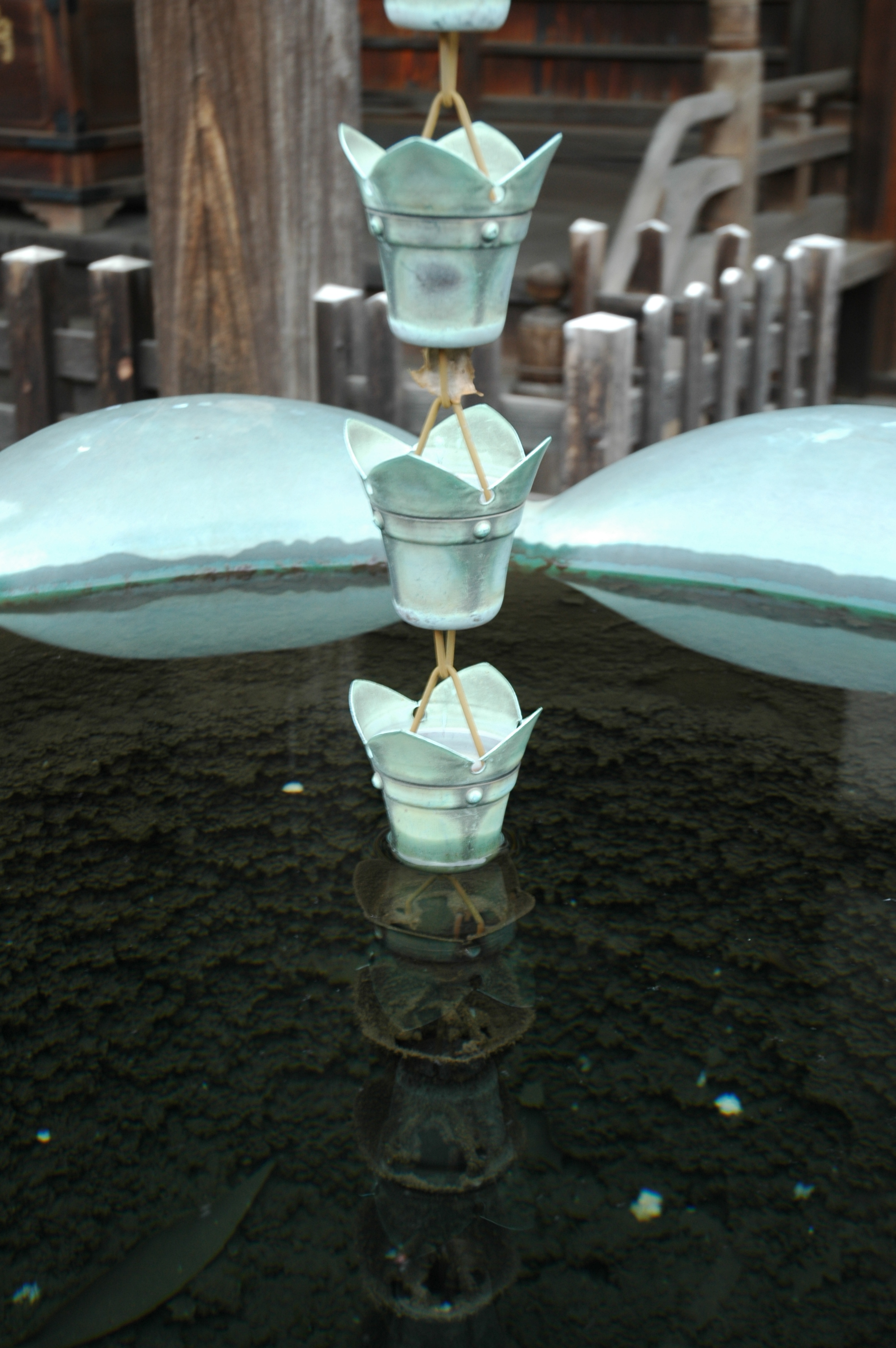
Dans un temple à Yanaka, Tokyo
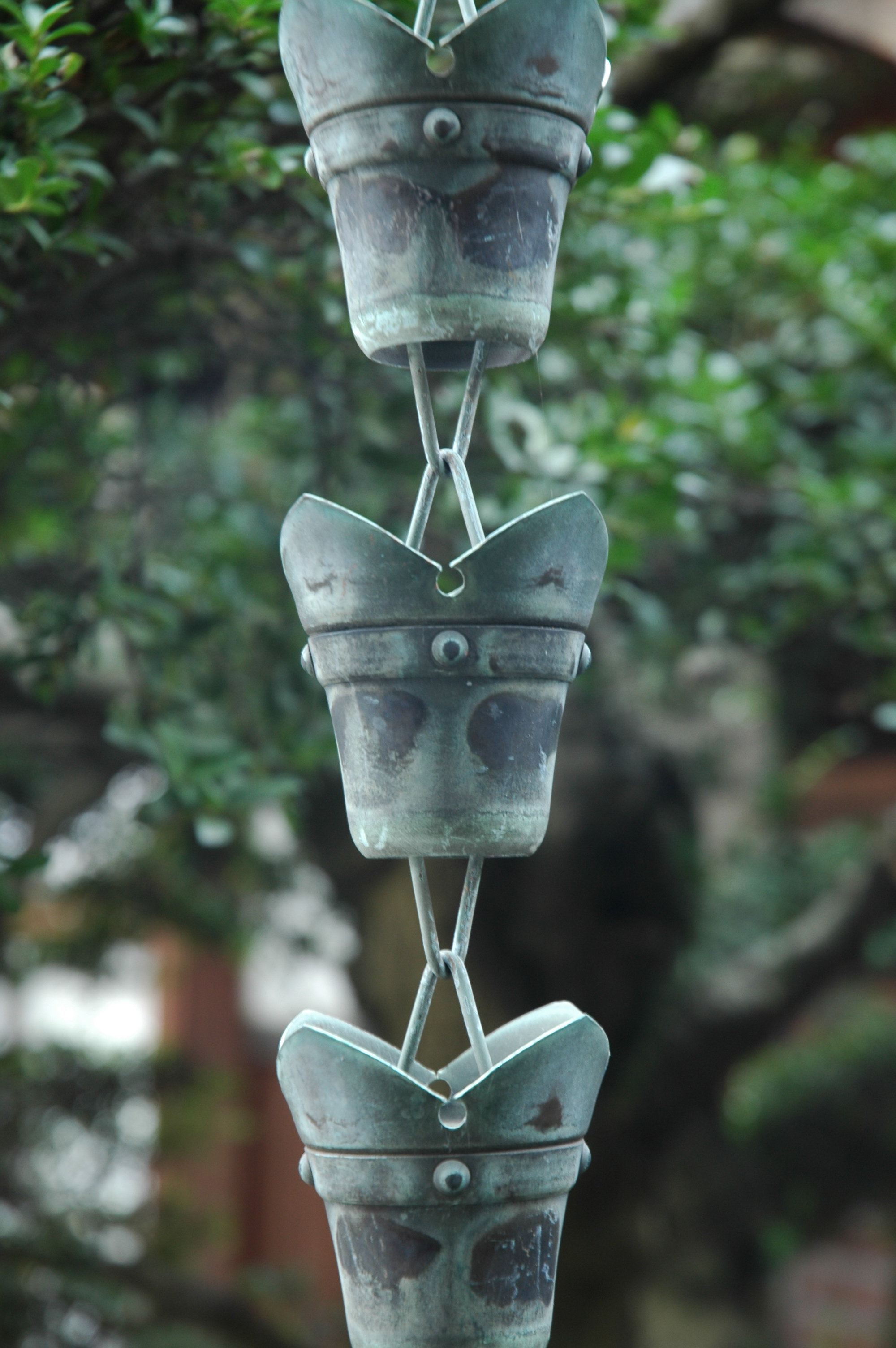
Détail d'un temple à Yanaka, Tokyo